# Ragna Ahlbäck
Ragna (Ulrica) Ahlbäck, född Nikander 17 juli 1914 i Borgå, död 6 september 2002 i Pargas, var en finländsk etnolog och arkivarie. 
Ragna Ahlbäck växte upp i Åbo och var dotter till kulturhistorikern och professorn Gabriel Nikander. Hon studerade folklivsforskning vid Åbo Akademi. 
År 1937 anställdes Ragna Ahlbäck på Folkkultursarkivet vid Svenska litteratursällskapet i Finland, där hon arbetade som arkivarie med etnologisk inriktning. I början av sin karriär arbetade hon med utgivningen av Kulturgeografiska kartor över Svenskfinland som utkom 1945. Arbetet med kartorna förde henne ut på fältarbete runt hela Svenskfinland. 1955 disputerade hon med avhandlingen Kökar. Näringslivet och dess organisation i en utskärssocken (Folklivsstudier IV, Borgå 1955). Senare intresserade hon sig speciellt för bondesamhället och den finlandssvenska sakkulturen. Ragna Ahlbäck arbetade vid Folkkultursarkivet i 45 år.